# Cons-la-Grandville
Cons-la-Grandville – miejscowość i gmina we Francji, w regionie Grand Est, w departamencie Meurthe i Mozela.
Według danych na rok 1990 gminę zamieszkiwało 596 osób, a gęstość zaludnienia wynosiła 72 osób/km² (wśród 2335 gmin Lotaryngii Cons-la-Grandville plasuje się na 538. miejscu pod względem liczby ludności, natomiast pod względem powierzchni na miejscu 725.).

## Galeria

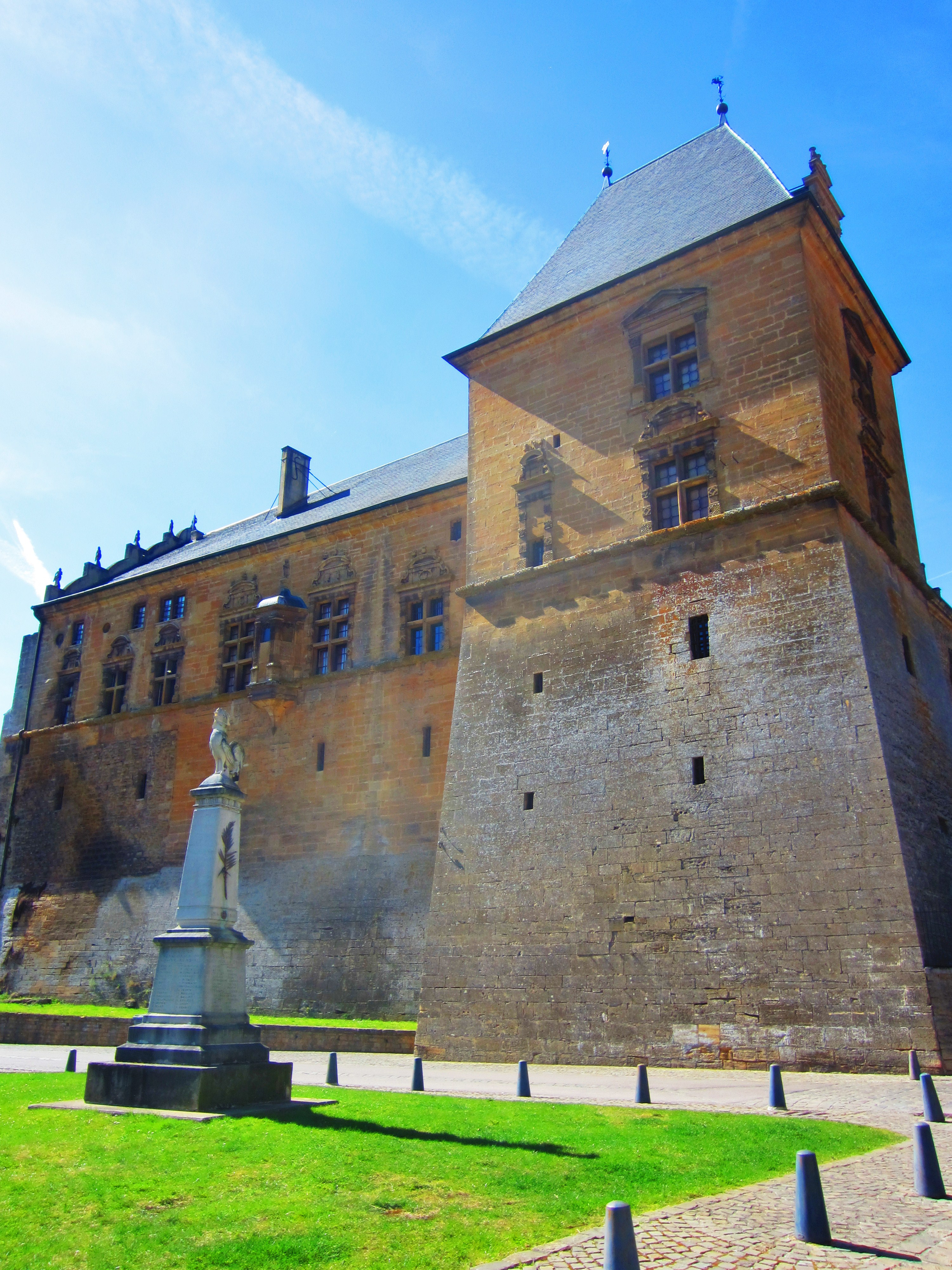
Zamek w Cons-la-Grandville (2012)
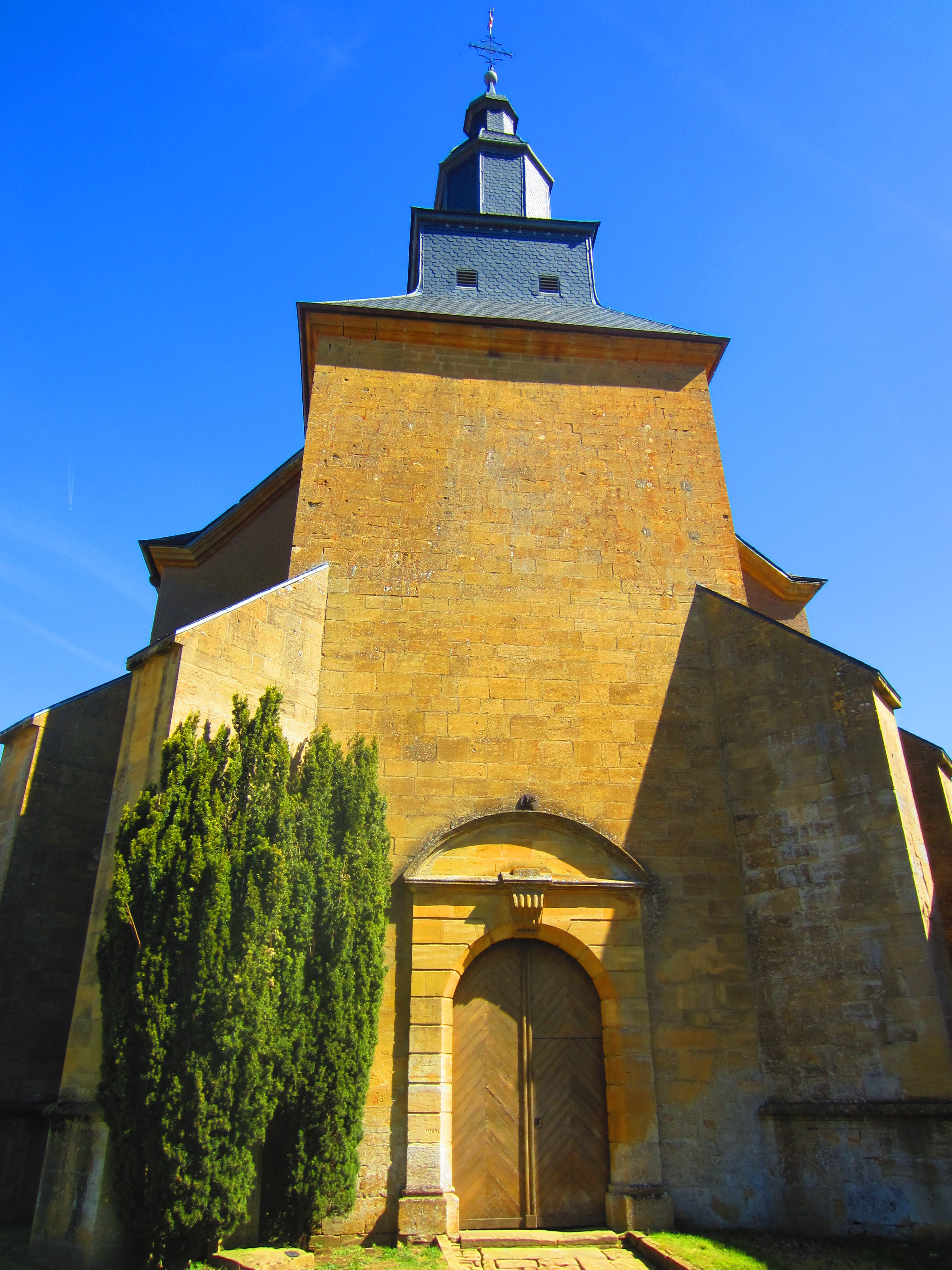
Kościół św. Huberta (2012)
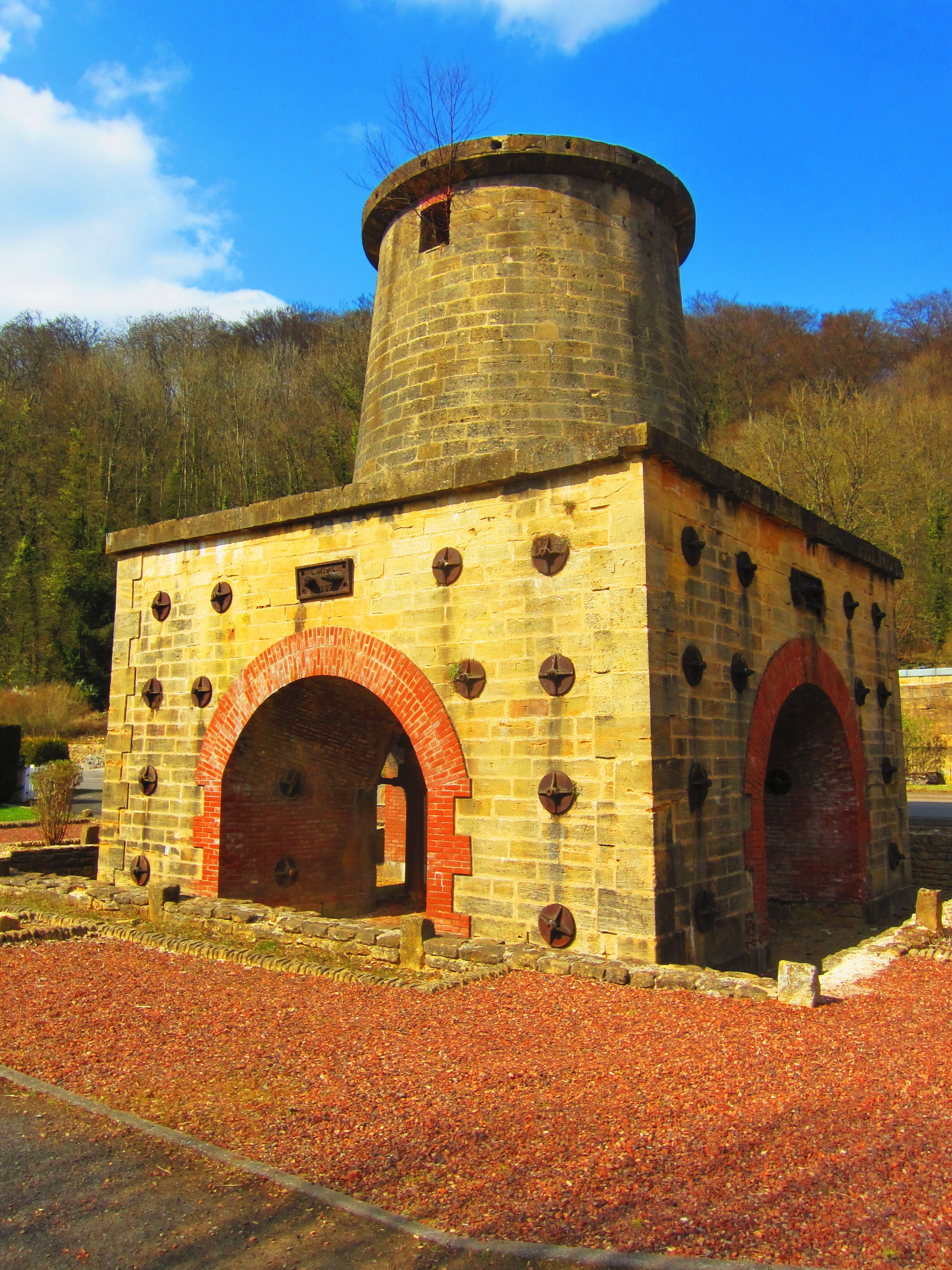
Zabytkowy piec do wytopu fajansu z 1865[1] (2012)

## Populacja

Populacja Cons-la-Grandville w latach 1962–2008